# イレール・ヌーラン

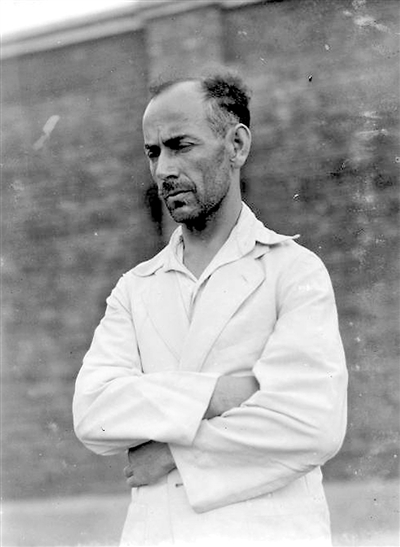
獄中のヌーラン。1937年。

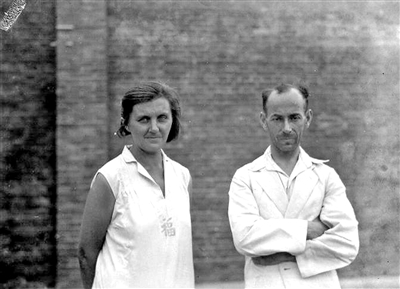
獄中のヌーランとその妻。1937年。

イレール・ヌーラン（Hilaire Noulens、1894年3月24日 - 1963年3月13日）は、プロフィンテルンに所属したソビエト連邦のスパイ。主に中国で活動した。本名はヤコブ・ルドニク（Jakob Rudnik）。

## 経歴・人物
ウクライナの労働者の家庭で生まれた。1914年、キエフの商業学校を卒業し、第一次世界大戦に従軍。1917年2月、ボリシェヴィキの一員となり、十月革命では隊を率いて冬宮を攻撃した。1918年チェーカーに入り、1924年コミンテルンに移った。1925年タチアナ・モイエーセンコと結婚。
1928年春、妻とともにコミンテルンから上海に派遣された。1930年、上海に3つの貿易会社を起こした。
1931年6月15日、太平洋労働組合書記局の書記員のとき、妻とともに上海租界の工部局警察政治部に逮捕された（ヌーラン事件）。パスポート名はスイス国籍Ya.ルージャクであったが、ほかにも複数国のパスポートを所持し、十数か所のアジトや別の名前での8つの郵便私書箱を有し、2つの事務所と商店を経営していた。ヌーランの検挙により、上海を中心としてアジア各地に張り巡らされていたコミンテルンのネットワークが摘発されていった。
逮捕の2か月後、アルベルト・アインシュタイン、マクシム・ゴーリキー、アグネス・スメドレー、宋慶齢らが発起人に名を連ねて、ヨーロッパで「ヌーラン夫妻を守る会」が結成され、世界的な釈放運動が進められた。コミンテルン書記で国際連絡部責任者のオシップ・ピアトニツキーはみずから救出活動の陣頭指揮にあたった。宋慶齢は監獄で数回にわたってヌーランと面会し、当時4-5歳だったヌーランの息子を自宅に引き取って養育した。リヒャルト・ゾルゲはヌーラン救出のために法官を買収することを提案し、コミンテルンなどから総額10万ドルの買収費が拠出されたことが記録されている。
1932年8月19日軍事法廷で死刑を宣告されたが、買収の甲斐あってか、1933年6月、大赦により終身刑に減刑された 。
日中戦争勃発後の1937年、保護観察処分となって拘留を解かれたのち、コミンテルンの手配によりソ連に帰国し、1963年に死去した。